# Puchar „Sportu” i PZHL 1986/1987
Puchar „Sportu” i PZHL 1986/1987 – siódma edycja rozgrywek o Puchar „Sportu” i PZHL.

## Finał
- 10.IV.1987: Polonia Bytom – Podhale Nowy Targ 4:6 (0:1, 2:4, 1:2)[1]
  - gole dla Polonii: Czerwiec 17', Mróz 31', Swoboda 33', Saganowski 46'
  - gole dla Podhala: Ryszard Ruchała 23', Podlipni 31', Janusz Hajnos 34' i 38', Andrzej Chowaniec 52', Batkiewicz 53'
- 12.IV.1987: Podhale Nowy Targ – Polonia Bytom 3:3 (1:1, 2:2, 0:0)[2][3]
  - gole dla Podhala: Krzysztof Ruchała 9', Jakub Batkiewicz 22', Janusz Hajnos 39'
  - gole dla Polonii: Michna 18', Goliński 29', Ogiński 40'

## Skład triumfatorów
Gabriel Samolej – Stanisław Cyrwus, Tomasz Ścisłowicz, Tadeusz Ryłko, Ryszard Ruchała, Andrzej Kapica – Jacek Zamojski, Andrzej Chowaniec, Krzysztof Ruchała, K. Batkiewicz, Janusz Hajnos – Zbigniew Niedośpiał, Andrzej Łukaszka, Jakub Batkiewicz, Kowalczyk, Podlipni oraz Władysław Balakowicz, Marian Guzy